# 1875 Neruda
1875 Neruda (1969 QQ) là một tiểu hành tinh vành đai chính được phát hiện ngày 22 tháng 8 năm 1969 bởi L. Kohoutek ở Bergedorf.